# Raymond Wintz
Pour les articles homonymes, voir Wintz.
Raymond Wintz né le 25 mars 1884 à Paris et mort le 18 mars 1956 dans la même ville est un peintre français.

## Biographie
Raymond Wintz est le fils de Charles Wintz (né en 1847), dessinateur, et le petit-fils du peintre allemand naturalisé français Frédéric Guillaume Wintz.
Raymond Wintz est connu pour ses paysages de Bretagne.
Il est l'époux, en secondes noces, de la peintre Renée Carpentier (1913-2003).
Raymond Wintz a étudié à l'École des Arts Décoratifs. Élève de Jules Adler, il a commencé à exposer ses œuvres au Salon des artistes français à partir de 1910. Il en a reçu une médaille d'argent en 1922. Il a été nommé chevalier de la Légion d'honneur.
Il est inhumé à Paris au cimetière du Montparnasse (6e section), au côté de son beau-frère l'architecte Zacharie Carpentier (1884-1963), chevalier de la Légion d'honneur.

## Œuvres
- Le petit port en Pays bigouden, huile sur toile, vendue à l'hôtel des ventes Bretagne-Atlantique de Quimper en 2013[4].
- Retour de pêche en Bretagne, Île-Tudy, huile sur toile[5].